# Yu Yu Hakusho: Dark Tournament
Yu Yu Hakusho: Dark Tournament è un videogioco per PlayStation 2 basato sulla serie manga ed anime Yu degli spettri di Yoshihiro Togashi. Il gioco segue l'arco narrativo del Torneo oscuro in cui Yusuke Urameshi ed i suoi alleati sono invitati da un potente demone chiamato Toguro a partecipare ad un mortale torneo di arti marziali.
Dark Tournament è un videogioco picchiaduro in grafica 3D dove il giocatore avanza nella storia combattendo contro i vari avversari che lo affrontano. Ogni combattente può utilizzare un set di mosse comuni ed alcune mosse specifiche chiamate attacchi "spiritici".